# Rubellatoma
Rubellatoma is een geslacht van weekdieren uit de klasse van de Gastropoda (slakken).

## Soorten
- Rubellatoma diomedea Bartsch & Rehder, 1939
- Rubellatoma rubella (Kurtz & Stimpson, 1851)